# ارمنستان شرقی
ارمنستان شرقی (ارمنی: Արևելյան Հայաստան) بخش شرقی ارتفاعات ارمنستان، وطن سنتی مردم ارمنی را در بر می‌گیرد. بین قرون چهارم و بیستم میلادی، سرزمین ارمنستان چندین بار تقسیم شد و اصطلاحات ارمنستان شرقی و غربی برای اشاره به بخشهای مربوطه آن تحت اشغال یا کنترل خارجی به کار رفته است، اگرچه مرز مشخصی بین این دو وجود نداشته است. این اصطلاح برای اشاره به موارد زیر استفاده شده است:

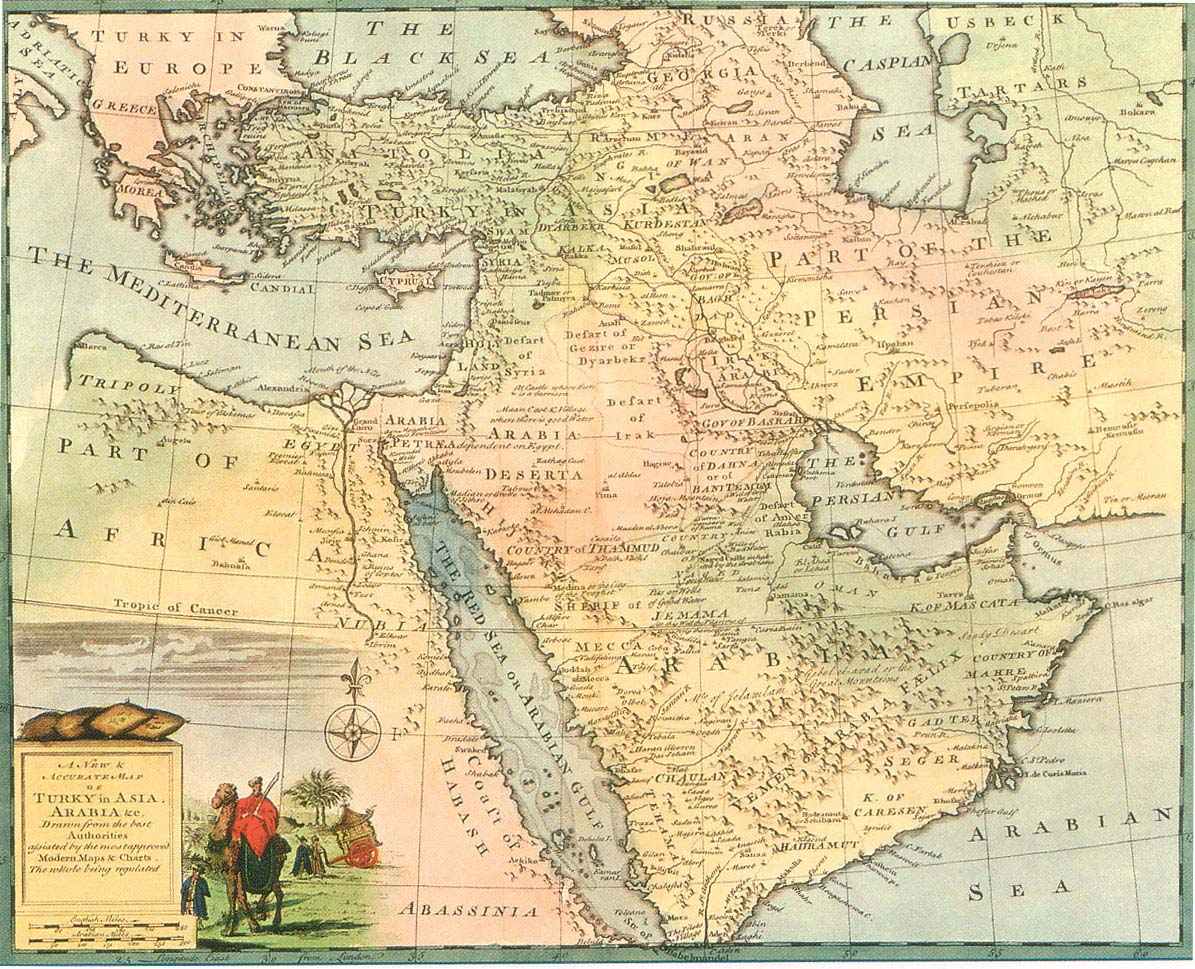
ارمنستان در دوران صفویان

- ارمنستان ساسانی (ایالتی خراجگزار به امپراتوری ایران از سال ۳۸۷، که به‌طور کامل در سال ۴۲۸ ضمیمه آن دولت شد)[۲] این دوران پس از تقسیم این سرزمین بین امپراتوری بیزانس و شاهنشاهی ساسانی آغاز شده و تا تسخیر ارمنستان توسط مسلمانان در اواسط قرن هفتم ادامه داشت.

- ارمنستان ایران (۱۵۰۲–۱۸۲۸/۱۸۱۳)، در این دوره که شامل دوران پیشا مدرن و اواخر دوران مدرن بود ارمنستان شرقی بخشی از قلمرو ممالک محروسه ایران در دوران شاهنشاهی‌های صفویه، افشاریه و اوایل قاجاریه بوده، این دوران تا زمان الحاق آن سرزمین به امپراتوری روسیه (۱۸۱۳ و ۱۸۲۸) ادامه داشت.

- ارمنستان روسیه (۱۸۲۸ الی ۱۹۱۷) و ارمنستان شوروی (۱۹۲۰ الی ۱۹۹۱) که به ترتیب مناطق ارمنی نشین تحت کنترل امپراتوری روسیه و اتحاد جماهیر شوروی را شامل شده و در حال حاضر قلمرو جمهوری ارمنستان را تشکیل می‌دهد.[۱]